# Leiocolea gillmanii
Leiocolea gillmanii là một loài Rêu trong họ Jungermanniaceae. Loài này được (Austin) A. Evans mô tả khoa học đầu tiên năm 1935.